# Purpurnäva
Purpurnäva (Geranium purpureum) är en näveväxtart som beskrevs av Dominique Villars. Enligt Catalogue of Life ingår Purpurnäva i släktet nävor och familjen näveväxter, men enligt Dyntaxa är tillhörigheten istället släktet nävor och familjen näveväxter. Arten förekommer tillfälligt i Sverige, men reproducerar sig inte. Inga underarter finns listade i Catalogue of Life.